# اچ‌ام‌اس ویزارد (آر۷۲)
اچ‌ام‌اس ویزارد (آر۷۲) (به انگلیسی: HMS Wizard (R72)) یک کشتی بود. این کشتی در سال ۱۹۴۳ ساخته شد.